# تالارپشت سفلی
تالارپشت سفلی، روستایی است از توابع بخش مرکزی شهرستان قائم‌شهر در استان مازندران ایران.

## جمعیت
این روستا در علی‌آباد قرار داشته و براساس آخرین سرشماری مرکز آمار ایران که در سال ۱۳۸۵ صورت گرفته، جمعیت آن ۱۳۹۴نفر (۳۵۱خانوار) بوده‌است.